# Вальмадрера
Вальмадрера (итал. Valmadrera) — город в Италии, располагается в регионе Ломбардия, подчиняется административному центру Лекко.
Население составляет 11 126 человек (на 2004 г.), плотность населения составляет 866 чел./км². Занимает площадь 12,56 км². Почтовый индекс — 23868. Телефонный код — 0341.
Покровителем коммуны почитается святой Антоний Великий, празднование 17 января.

## Города-побратимы
- Шатонёф-ле-Мартиг, Франция (2000)
- Вайсенхорн, Германия (2017)